# Chittagong (Distrikt)
Der Distrikt Chittagong (Bengalisch: চট্টগ্রাম জেলা, Caṭṭagrām jelā, Chottogram jela) ist ein Verwaltungsdistrikt im südöstlichen Bangladesch in der Division Chittagong. Der Distrikt hat 7.616.352 Einwohner (Volkszählung 2011) und ist damit der zweitgrößte Distrikt des Landes nach Einwohnerzahl hinter Dhaka.

## Geografie
Der 5282,98 km² große Distrikt grenzt im Norden an den Nachbardistrikt Feni und den indischen Bundesstaat Tripura, im Osten an die Distrikte Bandarban, Rangamati und Khagrachhari, im Süden an den Distrikt Cox’s Bazar und im Westen an den Distrikt Noakhali sowie den Golf von Bengalen.
Die wichtigsten Flüsse sind der Karnafuli, Halda und Sangu.

### Natur und Tierwelt
Die natürliche Vegetation besteht aus Regenwäldern, Laubwäldern, Bambuswäldern, Farnen und Grasland.
Zur Tierwelt gehören Elefanten, Leoparden, Wildkatzen, wilde Hunde und mehr als 600 verschiedene Vogelarten. Flora und Fauna gleichen derjenigen des Nachbarstaats Myanmar und nicht der indischen Pflanzenwelt und Tierwelt.
Häufig werden Agrarflächen durch Brandrodung (bengalisch Jhum) geschaffen. Dies und die Bodenerosion in Gebieten mit Entwaldung sind die Hauptgründe für die Veränderung der Landschaft.

### Klima
Das Klima ist subtropisch und die Temperaturen schwanken zwischen 16,1 und 34,8 °Celsius. Die durchschnittliche jährliche Regenmenge beträgt 4285 mm. Die durchschnittliche Luftfeuchtigkeit beträgt meist mehr als 70 %. In den Monaten von November bis März fällt wenig Regen. Juni, Juli und August sind die Monate mit dem meisten Regen.

## Geschichte
Chittagong ist seit der Antike ein Siedlungsgebiet mit Seehafen. Arabische Seehändler führten bereits im 9. Jahrhundert Handel über den Hafen. Die Region stand im sechsten und siebten Jahrhundert unter dem Einflussbereich des Königreichs von Arakan. Bevor sich in der Region der Islam ausbreitete, machten birmanische Könige ihren Einflussbereich geltend. Im 13. Jahrhundert eroberten Truppen des Sultanats von Delhi das Gebiet. Später fiel es wieder an Arakan. Sultan Fakruddin Mubarak Shah von Sonargaon eroberte Chittagong 1340. Durch die Niederlage von Sultan Giasuddin Mahmud Shah im Jahre 1538, der im Auftrag von Sher Shah kämpfte, gelangte Chittagong erneut unter den Einfluss des Königreichs von Arakan. Danach wurde die Region Chittagong von Portugiesen und den so genannten Magh-Piraten kontrolliert. Bujurg Umed Khan, ein Feldherr der Mogulen, vertrieb die Portugiesen aus dem Gebiet 1666 und verleibte das Gebiet dem Mogulreich ein. Währenddessen wurde die Stadt in Islamabad (Ort des Islam) umbenannt. Bereits 1685 versuchte die Britische Ostindien-Kompanie mit einer Flotte unter dem Kommando von Admiral Nicholson vergeblich, Hafen, Stadt und Umgebung von Chittagong zu erobern. Im Jahr 1760 fiel die Region an die Briten, die bis zur Teilung Indiens 1947 vor allem den Hafen zum Abtransport von Waren ausbauten. Nach der Eroberung des Reichs von Arakan durch die Burmesen im Jahr 1784 kamen viele Flüchtlinge ins Gebiet. Die burmesische Eroberungspolitik führte 1824 zum Ersten Anglo-Birmanischer Krieg. Während des Sepoyaufstands meuterten Teile der indischen Truppe in Chittagong. Im Jahr 1930 kam es zum Chittagong-Aufstand der Indian Republic Army unter Leitung von Surya Sen. Der Aufstand wurde von britischen Truppen und englandtreuen Milizen erfolgreich bekämpft und der Anführer Sen nach einem Prozess hingerichtet. Im Zweiten Weltkrieg lag das Gebiet nahe der Frontlinie zwischen Briten und Japanern. Die japanische Luftwaffe bombardierte Chittagong im April und Mai 1942. Seit der Unabhängigkeit von den Briten war es Teil von Ostpakistan, das 1971 zu Bangladesch wurde. Im Befreiungskrieg 1971 zu schweren Zerstörungen durch das pakistanische Militär. In dieser Region proklamierte Mujibur Rahman in einer Radioansprache die Unabhängigkeit von Bangladesch von Pakistan. Seit der Abtrennung des Distrikts Cox’s Bazar im Jahr 1984 hat der Distrikt Chittagong den heutigen Umfang.

## Bevölkerung

### Bevölkerungsentwicklung
Wie überall in Bangladesch wächst die Einwohnerzahl im Distrikt seit Jahrzehnten stark an. Dies verdeutlicht die folgende Tabelle:

### Bedeutende Orte
Die größte Stadt des Distrikts ist das mehr als drei Millionen Einwohner zählende Chittagong (2011 noch 2.582.401 Einwohner). Weitere Städte (Towns) und bedeutende Orte sind Banshkhali, Baraiar Hat, Boalkhali, Chandanaish, Fatikchari, Hathazari, Lohagara, Mirersharai, Patiya, Rangunia, Raozan, Sandwip, Satkania und Sitakunda. Weitere Orte mit mehr als 25000 Bewohnern sind Kutubdia (auch Baraghop genannt), Pekua, Ramu und Uhalapalong (auch Ukhia genannt). Die städtische Bevölkerung macht insgesamt  Prozent der gesamten Bevölkerung aus. Die folgende Tabelle (ohne Chittagong) zeigt die Einwohnerzahl dieser Städte:

## Verwaltung
Der bereits 1666 geschaffene Verwaltungsdistrikt Chittagong umfasste ursprünglich die seit 1860 als Hill Tracts und mittlerweile in drei selbstverwaltende Distrikte unterteilte Bergregion an der Grenze zu Indien und Myanmar.
Der Distrikt ist in 15 Upazilas und die Stadt Chittagong unterteilt: Anwara, Banshkhali, Boalkhali, Chandanaish, Chittagong City Corporation, Fatikchhari, Hathazari, Karnaphuli (2016 entstanden), Lohagara, Mirsharai, Patiya, Rangunia, Raozan, Sandwip, Satkania und Sitakunda. Chittagong selber hat zehn Stadtbezirke.
Innerhalb dieser Verwaltungsunterteilung gibt es die Stadtverwaltung der Millionenmetropole Chittagong, neun selbstverwaltende Städte (municipalities), 194 Union Parishads (Dorfräte) und 1267 Dörfer.

## Wirtschaft
Insgesamt gibt es (2011) 5.951.044 Personen, die älter als 10 Jahre alt und nicht Angestellte oder Selbständige sind. Von diesen sind 1.848.337 Personen in der Schule, 75.196 Menschen auf Arbeitssuche und 1.753.675 Menschen arbeiten in einem Haushalt. 2.273.836 Personen sind erwerbstätig. Davon arbeiten 394.670 (=17,4 Prozent) Personen in Landwirtschaft und Fischerei, 552.735 in der Industrie und 1.326.411 Menschen im Bereich Dienstleistungen.
Der an der Flussmündung des Karnafuli gelegene Seehafen ist Bangladeschs größter Umschlagplatz für Tee, Leder, getrockneten Fisch und Textilien.

## Gesundheit
Es gibt mehrere staatliche und private Krankenhäuser in Chittagong und in jedem Unterbezirk ein Gesundheitszentrum. Auf örtlicher Ebene gibt es zudem kleinere Gesundheitszentren und Familienplanungszentren.

## Verkehr
Im Distrikt gibt es zwei Bahnlinien. Die weniger bedeutende Bahnlinie fährt von Chittagong nach Satkania. Bedeutender ist die Strecke von Chittagong Richtung Norden (nach Dhaka). Weite Teile des Distrikts haben aber keinen Bahnanschluss. Daher wickelt sich der regionale Verkehr meist mit Autorikschas und Kleinbussen und der überregionale Verkehr mit Bussen ab. In Chittagong und Umgebung verkehrt seit 2011 die Chittagong Circular Railway (auch Chittagong Metro Rail genannt).